# Michel Debost
Michel Debost (nacido el 20 de enero de 1934 en París) es un flautista francés.

## Biografía
Michel Debost estudió en el Conservatorio de París con Jan Merry, Gaston Crunelle y Marcel Moyse. En el año 1952 obtiene un título en Ciencia y en el año 1954 el título en flauta. Obtiene los primeros premios del Conservatorio en flauta y música de cámara. De 1960 a 1990 ocupó el puesto de flauta solista en la Orquesta de París. Desde 1962 y hasta el año 1967 también formó parte de la Orchestre de la Société des Concerts du Conservatoire. Desde el año 1963, ha realizado giras anualmente por EE. UU.. En cuanto a su labor docente, reemplazó a Jean-Pierre Rampal como profesor de flauta en el Conservatorio de París en el año 1982. Ocupó dicho puesto hasta el año 1990, año en que también abandona su puesto en la Orquesta de París debido a su traslado a los Estados Unidos. Actualmente imparte clases en el Oberlin College Conservatory, en Ohio.

## Premios
- 2001: Lifetime Achievement Awart for Significant, lasting contributions to the flute world.

## Discografía
Michel Debost ha grabado gran parte del repertorio para flauta, primero en vinilo y luego en CD, bajo sellos como EMI, Virgin Classics, Sony Classics, Orfeo, Angel, Flûte Traversière, DGG, Kontrpunkte, Skarbo, etc.
- Flute Panoramas I, II, III, IV: Música francesa para flauta de 1900 a 1950 (Skarbo). *Ibert, Berlioz, Fauré, Gaubert, Debussy, Ravel: Entr’acte (Flauta y Arpa)  (Kontrapunkte).
- Mozart: Concertos pour flute – Concerto pour flute & harpe. (Michel Debost Flauta, Lily Laskine Arpa, Orchestre de Chambre de Moscou/Rudolf Barshai).
- Telemann: Six sonatas, Op. 2. Sonatas para 2 flautas con James Galway.

## Publicaciones
- Debost, Michel (1996). Une simple flûte (en francés). Van de Velde. ISBN 978-2-85868-242-3.

(Traducido y publicado al español por Dasí Flautas ediciones bajo el título Una flauta sencilla).